# Cylindropsyllidae
Cylindropsyllidae é uma família de crustáceos da ordem Harpacticoida.